# 39 Batalion Straży Granicznej
39 Batalion Straży Granicznej – jednostka organizacyjna Straży Granicznej w II Rzeczypospolitej.

## Formowanie i zmiany organizacyjne
Wykonując postanowienia uchwały Rady Ministrów z 23 maja 1922 roku, Minister Spraw Wewnętrznych rozkazem z 9 listopada 1922 roku zmienił nazwę „Bataliony Celne” na „Straż Graniczną”. Wprowadził jednocześnie w formacji nową organizację wewnętrzną. 39 batalion celny przemianowany został na 39 batalion Straży Granicznej. Z uwagi na eksterytorialne stacjonowanie, batalion odkomenderował oficera łącznikowego do starosty borszczowskiego.
39 batalion Straży Granicznej funkcjonował w strukturze Komendy Powiatowej Straży Granicznej w Tarnopolu, a jego dowództwo stacjonowało w Borszczowie. W skład batalionu wchodziły cztery kompanie strzeleckie oraz jedna kompania karabinów maszynowych w liczbie 3 plutonów po 2 karabiny maszynowe na pluton. Dowódca batalionu posiadał uprawnienia dyscyplinarne dowódcy pułku. Cały skład osobowy batalionu obejmował etatowo 614 żołnierzy, w tym 14 oficerów.
W lipcu 1923 roku 39 batalion SG w Kopyczyńcach batalion przekazał swój odcinek oddziałom Policji Państwowej i został rozwiązany.

## Komendanci batalionu
- kpt. Stanisław Borelowski (IX 1922[9] – )